# Fenol

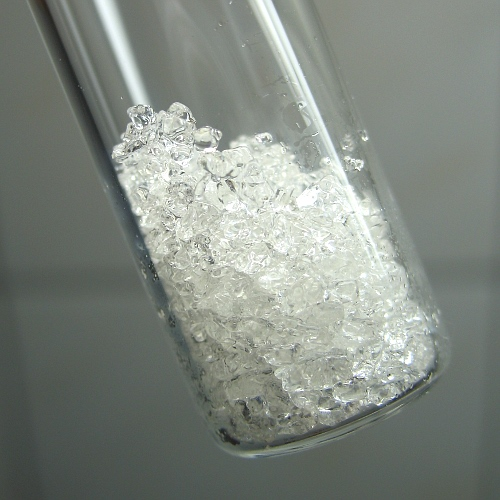

Fenol eller hydroxibensen, C6H5OH, är en kemisk förening bestående av en bensenring med en hydroxigrupp vid en av kolatomerna.

## Egenskaper
Fenol är starkt frätande och mycket giftig. Fenol kan lämna ifrån sig en vätejon från hydroxigruppen, och är därmed en svag syra. Det beror på att fenolatjonen som bildas stabiliseras av resonansformer som kan bildas med hjälp av bensenringen. Fenol är det enklaste ämnet i ämnesklassen fenoler.

## Framställning
Fenol framställs industriellt genom kumenprocessen där man först reagerar bensen (C6H6) och propen (C3H6) i en Friedel-Crafts alkylering för att tillverka kumen (isopropylbensen). Kumen oxideras sen med syrgas vid 130 oC till fenol och aceton (C3H6O).
{\displaystyle {\rm {C_{6}H_{6}+C_{3}H_{6}+O_{2}\rightarrow C_{6}H_{5}OH+C_{3}H_{6}O}}}

## Användning
Fenol används bland annat för att tillverka bakelit, en av de första plasterna.
Medicinskt används ämnet för att lindra klåda och för balsamering av lik samt förr som desinfektionsmedel i utspädd lösning, karbolsyra eller karbolvatten. Det kirurgiska ingreppet kemisk König använder fenol för att förstöra nagelbädden vid nageltrång.
Fenol användes för avlivning i koncentrationslägren där karbolsyra injicerades direkt i hjärtmuskeln.

En typ av fenol används också i solskyddsmedel för att absorbera UV-ljus (högsta tillåtna koncentration av Fenol-2-(2H-bensotriazol-2-yl)-4-metyl-6-(2-
metyl-3-(1,3,3,3-tetrametyl-1-(trimetylsilyl)oxy)-disiloxanyl)propyl) är 15 % uttryckt som syra)  eller i högre koncentrationer för peeling.
I skumform används fenol som värmeisolering i byggnader. Fenol används också som ytbehandling på plywoodskivor, för användning för till exempel formsättning vid betonggjutning.